# Бойдаков, Руслан Леонидович
Руслан Леонидович Бойдаков (бел. Руслан Леанідавіч Байдакоў; род. 19 января 1974, Витебск) — белорусский баскетболист и тренер. Выступал на позициях лёгкого форварда и тяжёлого форварда. Главный тренер сборной Белоруссии (2013—2014). Главный тренер клуба «Рубон».

## Игровая карьера
Руслан Бойдаков — воспитанник витебского баскетбола. Первый тренер — Владимир Семёнович Горелышев.
Выступал за белорусские, российские, немецкие, польские, кипрские и украинские клубы, становился чемпионом Белоруссии, серебряным призёром чемпионатов Белоруссии и России.
Выступал за юношескую сборную СССР (U-16) на чемпионате Европы-1991 и за юниорскую сборную СНГ (U-18) на чемпионате Европы-1992. Был капитаном молодёжной сборной Белоруссии (U-22) на чемпионатах Европы-1994 и 1996, в 1994 году стал чемпионом Европы среди молодёжных команд. Выступал за национальную сборную Белоруссии с 1993 по 2002 год.
По опросу газеты «Прессбол» признавался лучшим баскетболистом Белоруссии 1994, 1996 и 1997 годов.

## Тренерская карьера
После окончания игровой карьеры стал тренером, работал в витебском клубе «Локомотив-КиС» / «Рубон» на должностях тренера (2007—2008), старшего тренера (2008—2009) и главного тренера (с 2009 года).
Руководил молодёжной сборной Белоруссии U-20 (2010—2011), юниорской сборной Белоруссии U-18 (2011—2012) и национальной сборной Белоруссии (2013—2014).

## Достижения

### В качестве игрока
- Чемпион Европы среди молодёжных команд: 1994.
- Бронзовый призёр чемпионата Европы среди юниоров: 1992.
- Чемпион Белоруссии: 1992/1993.
- Серебряный призер чемпионата Белоруссии: 1993/1994, 1997/1998.
- Серебряный призер чемпионата России: 1995/1996.
- Финалист Кубка Белоруссии: 2006.

### В качестве тренера
- Бронзовый призер чемпионата Белоруссии: 2024/2025.
- Финалист Кубка Белоруссии: 2010.